# Malchower Volksfest

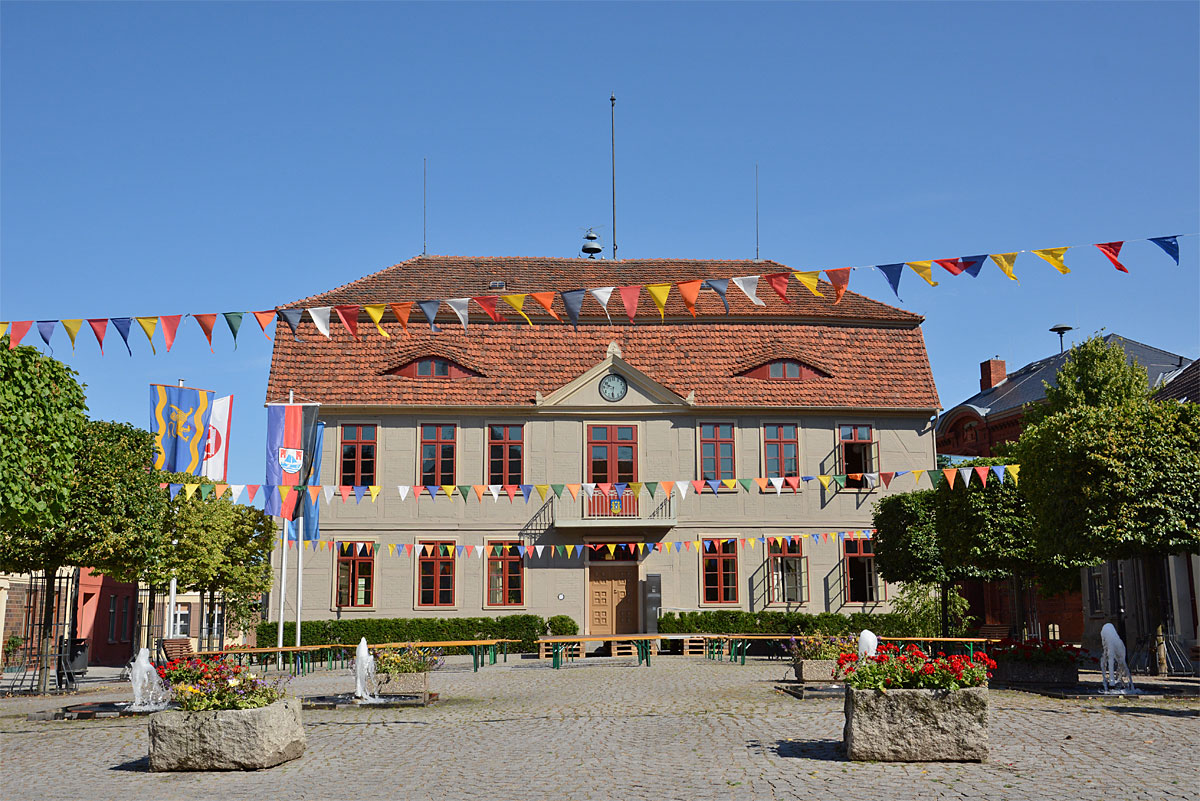
Geschmückter Marktplatz vor dem Rathaus

Das Volksfest in Malchow ist das älteste seiner Art in Mecklenburg-Vorpommern. Es findet seit 1853 regelmäßig am ersten Juli-Wochenende eines jeden Jahres statt. Als Besucher des Volksfestes gelten nicht nur die Bürgerinnen und Bürger der Stadt Malchow. Auch viele Menschen aus den umliegenden Orten und Gemeinden besuchen das Fest. Schon immer stand mit die kulturelle Bildung im Vordergrund und wurde mit der Durchführung des Festes kein kommerzieller Zweck verfolgt.

## Geschichte

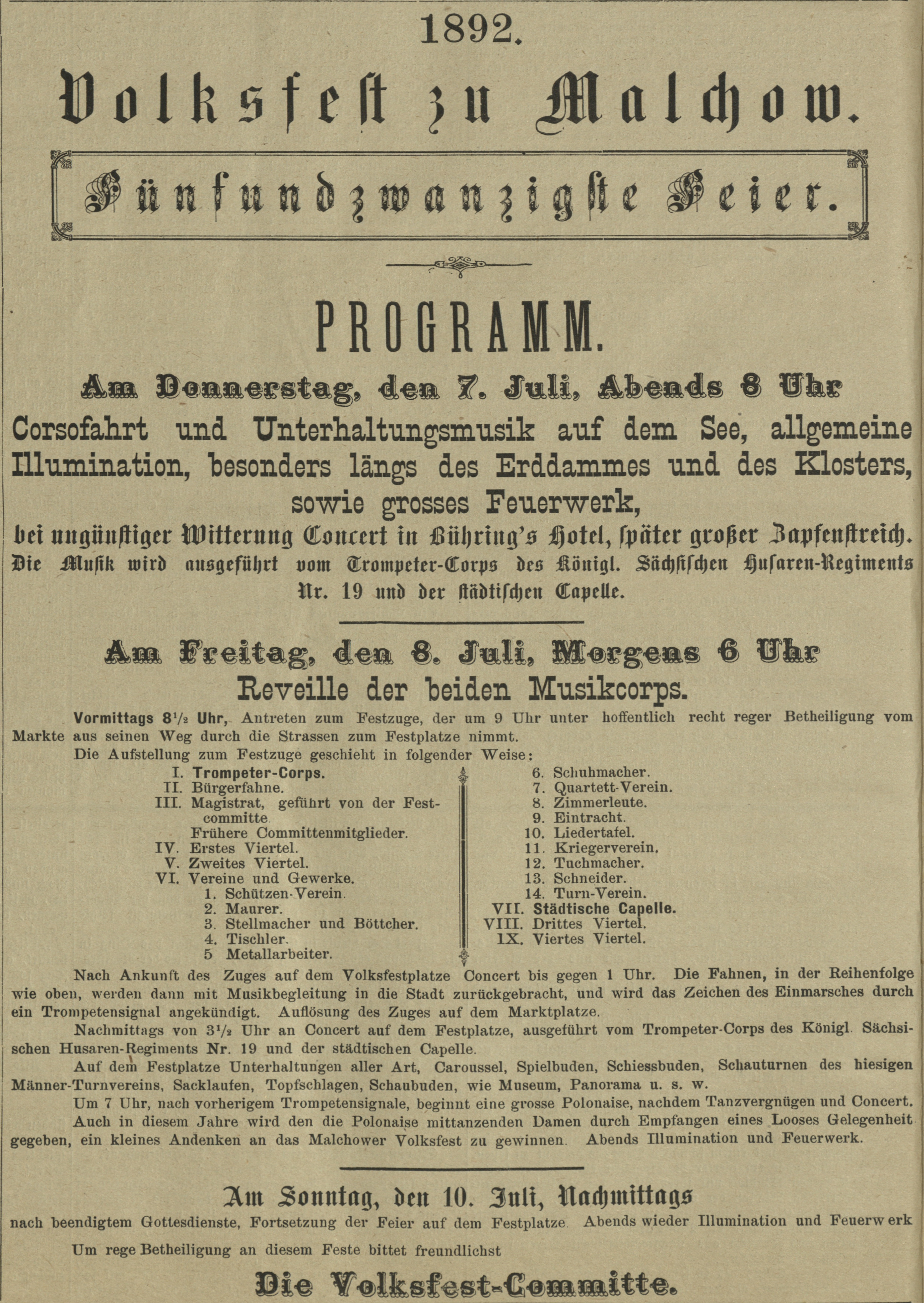
Anzeige zum Malchower Volksfest aus den Malchower Nachrichten, 1892

Das Malchower Volksfest gründet sich in dem seit 1837 durchgeführten Kinderfest. Angetrieben durch den Wunsch der Bürger der Stadt, erteilte 1853 der Magistrat der Stadt Malchow die Genehmigung zum Abhalten eines Volksfestes auf dem als Kinderplatz bezeichneten Festort. In Folge der Genehmigung wurde das Volksfest am Sonntag, den 3. Juli, durchgeführt.
Einen festen Platz im Programm des Volksfestes hat die Musik. Zurückzuführen lässt sich dies auf die Malchower Militärmusikervorschule Leßle.
Die Durchführung des Volksfests an einem Sonntag galt als Zeichen der Unabhängigkeit und bürgerlichen Emanzipation: Das Volksfest durfte, unabhängig von der Kirche, nach dem sonntäglichen Gottesdienst gefeiert werden. Diese zeitliche Festlegung definierte es somit als weltliches Ereignis. Die hierfür notwendige Ausnahme von der Bestimmung zur Heilighaltung der Sonn- und Feiertage wurde durch den Magistrat der Stadt erteilt.
Eine Besonderheit des Malchower Volksfestes ist, dass es seit seiner Gründung ehrenamtlich von Malchower Bürgerinnen und Bürgern organisiert und durchgeführt wurde. Ursprünglich war hierfür ein Festkomitee einberufen worden, welches später von einem Volksfestausschuss abgelöst wurde. Seit 26. März 1991 gibt es einen Volksfestverein.

## Immaterielles Kulturerbe
Auf Anregung von außen reichte die Stadt Malchow am 25. November 2013 beim Bildungsministerium Mecklenburg-Vorpommerns die Bewerbung zur Anerkennung des Volksfestes als immaterielles Kulturerbe ein. Im Dezember 2014 wurde das Volksfest in das bundesweite Verzeichnis des immateriellen Kulturerbes aufgenommen.

„Die Signifikanz des Festes besteht darin, die Tradition zu bewahren, weiterzugeben und dabei zugleich Neues einfließen zu lassen und die Tradition damit neu zu gestalten. Das kreative Gedankengut eines jeden Einzelnen spiegelt sich etwa in Kostümen, geschmückten Booten und verschiedenen Bühnenpräsentationen wider. Das gemeinsame Vergnügen, das gemeinsame Lachen und das sich gemeinsam dem Alltag entziehen, sind wichtige Aspekte des Volksfests.“

## Ablauf

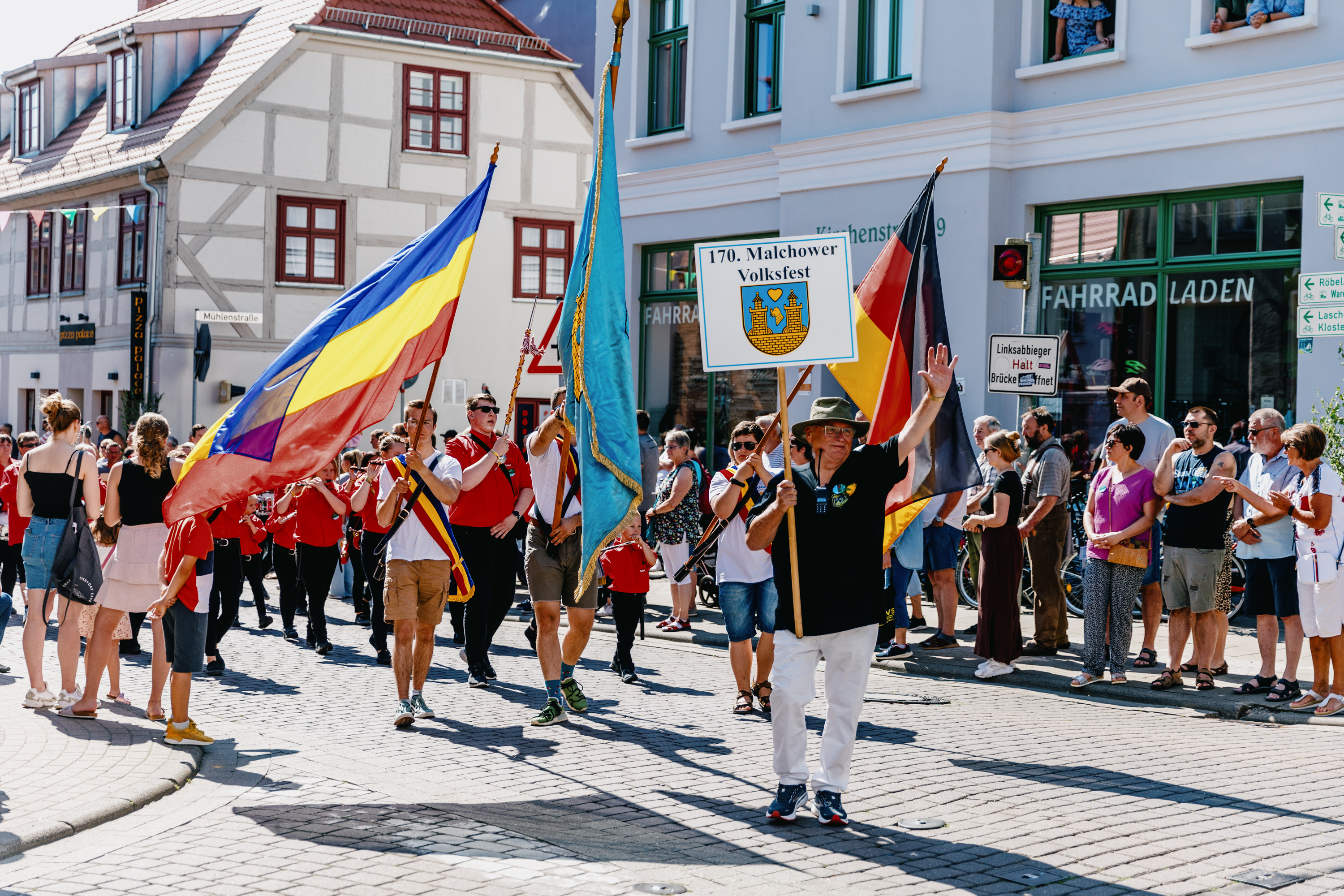
Spitze des Umzugs anlässlich des 170. Malchower Volksfests (2023)

Vor dem Fest wird die Stadt mit Wimpelketten in den Mecklenburger Farben, mit bunten Lichterketten und Birken- oder Eichengrün geschmückt. Am großen Festumzug beteiligen sich in der Stadt und im nahen Umland angesiedelte Unternehmen, der Sport- und Kulturverein sowie die Bürgerinnen und Bürger aus Malchow und dem Umland selbst.
Jedes Jahr wird ein kontinuierliches Programm mit vielen Höhepunkten organisiert, bei dem die Musik ein wesentlicher Bestandteil ist. Nicht nur bei den Tages- und Abendprogrammen, sondern auch bei den zwei Umzügen, wird Wert auf unterschiedliche Musikformen gelegt. Ein Beispiel für diese Traditionen ist das „Musikalische Wecken“, das am Morgen des Sonnabends und Sonntags in den einzelnen Stadtteilen durch die vielen Spielmanns- und Fanfarenzüge und Blasorchester durchgeführt wird. Seit jüngeren Jahren fahren auch einzelne Wagen, die später am Umzug teilnehmen, durch die Straßen der Stadt und spielen modernere Musik, um die Einwohner aus dem Schlaf zu holen. Der Bootskorso auf dem Malchower See mit geschmückten und teilweise beleuchteten Booten ist ein weiterer Höhepunkt am Freitag. Am Freitagabend wird zum Anschluss des Tages ein Höhenfeuerwerk über dem Malchower See abgebrannt, das zu Musik gestaltet wird.
Auf dem Volksfestplatz, welcher an den Stadtteil Trostfeld angrenzt, werden für mehrere Tage viele Fahrgeschäfte und Imbissstände aufgebaut. Hier befindet sich auch eine Bühne. Auf ihr findet das musikalische Programm am Festplatz statt.
Angrenzend an den Volksfestplatz befindet sich eine Freilichtbühne. Auf ihr findet primär am Wochenende ein feierliches Rahmenprogramm statt.